# Herdmania pennata
Herdmania pennata is een zakpijpensoort uit de familie van de Pyuridae. De wetenschappelijke naam van de soort is, als Pyura pennata, voor het eerst geldig gepubliceerd in 1991 door het echtpaar Claude en Françoise Monniot.